# Éric Dazé
Éric Dazé, född 2 juli 1975, är en kanadensisk före detta professionell ishockeyforward som tillbringade elva säsonger i den nordamerikanska ishockeyligan National Hockey League (NHL), där han spelade för ishockeyorganisationen Chicago Blackhawks. Han producerade 398 poäng (226 mål och 172 assists) samt drog på sig 176 utvisningsminuter på 601 grundspelsmatcher. Dazé spelade även på lägre nivå för Olympiques de Hull och Harfangs de Beauport i Ligue de hockey junior majeur du Québec (LHJMQ).
Han draftades i fjärde rundan i 1993 års draft av Chicago Blackhawks som 90:e spelare totalt.

## Statistik
| Källa: Utv = Utvisningsminuter | Källa: Utv = Utvisningsminuter                        | Källa: Utv = Utvisningsminuter                        |                                                       | Grundserie                                            | Grundserie                                            | Grundserie                                            | Grundserie                                            | Grundserie                                            |                                                       | Slutspel                                              | Slutspel                                              | Slutspel                                              | Slutspel                                              | Slutspel                                              |
| Säsong                         | Lag                                                   | Liga                                                  | Matcher                                               | Mål                                                   | Assists                                               | Poäng                                                 | Utv                                                   | Matcher                                               | Mål                                                   | Assists                                               | Poäng                                                 | Utv                                                   |                                                       |                                                       |
| ------------------------------ | ----------------------------------------------------- | ----------------------------------------------------- | ----------------------------------------------------- | ----------------------------------------------------- | ----------------------------------------------------- | ----------------------------------------------------- | ----------------------------------------------------- | ----------------------------------------------------- | ----------------------------------------------------- | ----------------------------------------------------- | ----------------------------------------------------- | ----------------------------------------------------- | ----------------------------------------------------- | ----------------------------------------------------- |
| 1990–1991                      | Régents de Laval                                      | LHMAAAQ                                               | 30                                                    | 25                                                    | 20                                                    | 45                                                    | 30                                                    | —                                                     | —                                                     | —                                                     | —                                                     | —                                                     |                                                       |                                                       |
| 1991–1992                      | Régents de Laval                                      | LHMAAAQ                                               | 35                                                    | 30                                                    | 29                                                    | 59                                                    | 40                                                    | 12                                                    | 8                                                     | 10                                                    | 18                                                    | 8                                                     |                                                       |                                                       |
|                                | Olympiques de Hull                                    | LHJMQ                                                 | 1                                                     | 0                                                     | 0                                                     | 0                                                     | 0                                                     | —                                                     | —                                                     | —                                                     | —                                                     | —                                                     |                                                       |                                                       |
| 1992–1993                      | Olympiques de Hull                                    | LHJMQ                                                 | 55                                                    | 13                                                    | 19                                                    | 32                                                    | 14                                                    | —                                                     | —                                                     | —                                                     | —                                                     | —                                                     |                                                       |                                                       |
|                                | Harfangs de Beauport                                  | LHJMQ                                                 | 13                                                    | 6                                                     | 17                                                    | 23                                                    | 10                                                    | —                                                     | —                                                     | —                                                     | —                                                     | —                                                     |                                                       |                                                       |
| 1993–1994                      | Harfangs de Beauport                                  | LHJMQ                                                 | 66                                                    | 59                                                    | 48                                                    | 107                                                   | 31                                                    | 15                                                    | 16                                                    | 8                                                     | 24                                                    | 2                                                     |                                                       |                                                       |
| 1994–1995                      | Chicago Blackhawks                                    | NHL                                                   | 4                                                     | 1                                                     | 1                                                     | 2                                                     | 2                                                     | 16                                                    | 0                                                     | 1                                                     | 1                                                     | 4                                                     |                                                       |                                                       |
|                                | Harfangs de Beauport                                  | LHJMQ                                                 | 57                                                    | 54                                                    | 45                                                    | 99                                                    | 20                                                    | 16                                                    | 9                                                     | 12                                                    | 21                                                    | 23                                                    |                                                       |                                                       |
| 1995–1996                      | Chicago Blackhawks                                    | NHL                                                   | 80                                                    | 30                                                    | 23                                                    | 53                                                    | 18                                                    | 10                                                    | 3                                                     | 5                                                     | 8                                                     | 0                                                     |                                                       |                                                       |
| 1996–1997                      | Chicago Blackhawks                                    | NHL                                                   | 71                                                    | 22                                                    | 19                                                    | 41                                                    | 16                                                    | 6                                                     | 2                                                     | 1                                                     | 3                                                     | 2                                                     |                                                       |                                                       |
| 1997–1998                      | Chicago Blackhawks                                    | NHL                                                   | 80                                                    | 31                                                    | 11                                                    | 42                                                    | 22                                                    | —                                                     | —                                                     | —                                                     | —                                                     | —                                                     |                                                       |                                                       |
| 1998–1999                      | Chicago Blackhawks                                    | NHL                                                   | 72                                                    | 22                                                    | 20                                                    | 42                                                    | 22                                                    | —                                                     | —                                                     | —                                                     | —                                                     | —                                                     |                                                       |                                                       |
| 1999–2000                      | Chicago Blackhawks                                    | NHL                                                   | 59                                                    | 23                                                    | 13                                                    | 36                                                    | 28                                                    | —                                                     | —                                                     | —                                                     | —                                                     | —                                                     |                                                       |                                                       |
| 2000–2001                      | Chicago Blackhawks                                    | NHL                                                   | 79                                                    | 33                                                    | 24                                                    | 57                                                    | 16                                                    | —                                                     | —                                                     | —                                                     | —                                                     | —                                                     |                                                       |                                                       |
| 2001–2002                      | Chicago Blackhawks                                    | NHL                                                   | 82                                                    | 38                                                    | 32                                                    | 70                                                    | 36                                                    | 5                                                     | 0                                                     | 0                                                     | 0                                                     | 2                                                     |                                                       |                                                       |
| 2002–2003                      | Chicago Blackhawks                                    | NHL                                                   | 54                                                    | 22                                                    | 22                                                    | 44                                                    | 14                                                    | —                                                     | —                                                     | —                                                     | —                                                     | —                                                     |                                                       |                                                       |
| 2003–2004                      | Chicago Blackhawks                                    | NHL                                                   | 19                                                    | 4                                                     | 7                                                     | 11                                                    | 0                                                     | —                                                     | —                                                     | —                                                     | —                                                     | —                                                     |                                                       |                                                       |
| 2004–2005                      | Spelade ej på grund av konflikt mellan NHL och NHLPA. | Spelade ej på grund av konflikt mellan NHL och NHLPA. | Spelade ej på grund av konflikt mellan NHL och NHLPA. | Spelade ej på grund av konflikt mellan NHL och NHLPA. | Spelade ej på grund av konflikt mellan NHL och NHLPA. | Spelade ej på grund av konflikt mellan NHL och NHLPA. | Spelade ej på grund av konflikt mellan NHL och NHLPA. | Spelade ej på grund av konflikt mellan NHL och NHLPA. | Spelade ej på grund av konflikt mellan NHL och NHLPA. | Spelade ej på grund av konflikt mellan NHL och NHLPA. | Spelade ej på grund av konflikt mellan NHL och NHLPA. | Spelade ej på grund av konflikt mellan NHL och NHLPA. | Spelade ej på grund av konflikt mellan NHL och NHLPA. | Spelade ej på grund av konflikt mellan NHL och NHLPA. |
| 2005–2006                      | Chicago Blackhawks                                    | NHL                                                   | 1                                                     | 0                                                     | 0                                                     | 0                                                     | 2                                                     | —                                                     | —                                                     | —                                                     | —                                                     | —                                                     |                                                       |                                                       |
| NHL totalt                     | NHL totalt                                            | NHL totalt                                            | 601                                                   | 226                                                   | 172                                                   | 398                                                   | 176                                                   | 37                                                    | 5                                                     | 7                                                     | 12                                                    | 8                                                     |                                                       |                                                       |
| LHJMQ total                    | LHJMQ total                                           | LHJMQ total                                           | 192                                                   | 132                                                   | 129                                                   | 261                                                   | 75                                                    | 31                                                    | 25                                                    | 20                                                    | 45                                                    | 25                                                    |                                                       |                                                       |

### Internationellt
| Källa:        | Källa:        | Källa:        |         | Utv = Utvisningsminuter | Utv = Utvisningsminuter | Utv = Utvisningsminuter | Utv = Utvisningsminuter | Utv = Utvisningsminuter |
| År            | Lag           | Mästerskap    | Matcher | Mål                     | Assists                 | Poäng                   | Utv                     |                         |
| ------------- | ------------- | ------------- | ------- | ----------------------- | ----------------------- | ----------------------- | ----------------------- | ----------------------- |
| 1995          | Kanada        | JVM           | 7       | 8                       | 2                       | 10                      | 0                       |                         |
| 1998          | Kanada        | VM            | 3       | 1                       | 4                       | 5                       | 0                       |                         |
| 1999          | Kanada        | VM            | 2       | 0                       | 1                       | 1                       | 0                       |                         |
| Junior totalt | Junior totalt | Junior totalt | 7       | 8                       | 2                       | 10                      | 0                       |                         |
| Senior totalt | Senior totalt | Senior totalt | 5       | 1                       | 5                       | 6                       | 0                       |                         |